# Santa Catarina, Villa Tejúpam de la Unión
Santa Catarina är en ort i Mexiko.   Den ligger i kommunen Villa Tejúpam de la Unión och delstaten Oaxaca, i den sydöstra delen av landet, 260 km sydost om huvudstaden Mexico City. Santa Catarina ligger 2 198 meter över havet och antalet invånare är 221.
Terrängen runt Santa Catarina är lite kuperad. Runt Santa Catarina är det glesbefolkat, med 12 invånare per kvadratkilometer. Närmaste större samhälle är Tamazulapam Villa del Progreso, 13,2 km väster om Santa Catarina. Trakten runt Santa Catarina består i huvudsak av gräsmarker.